# تشنغ خه

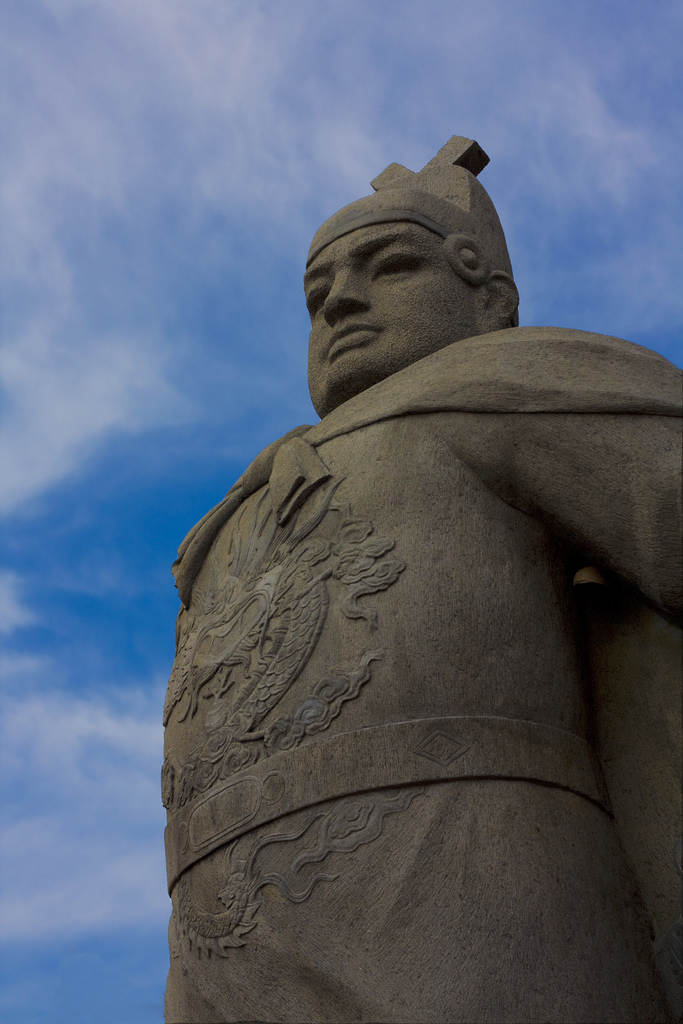
تمثال لنصب حديث لتشينغ خه موجود في متحف ستادثيوس في ملقا، بماليزيا.

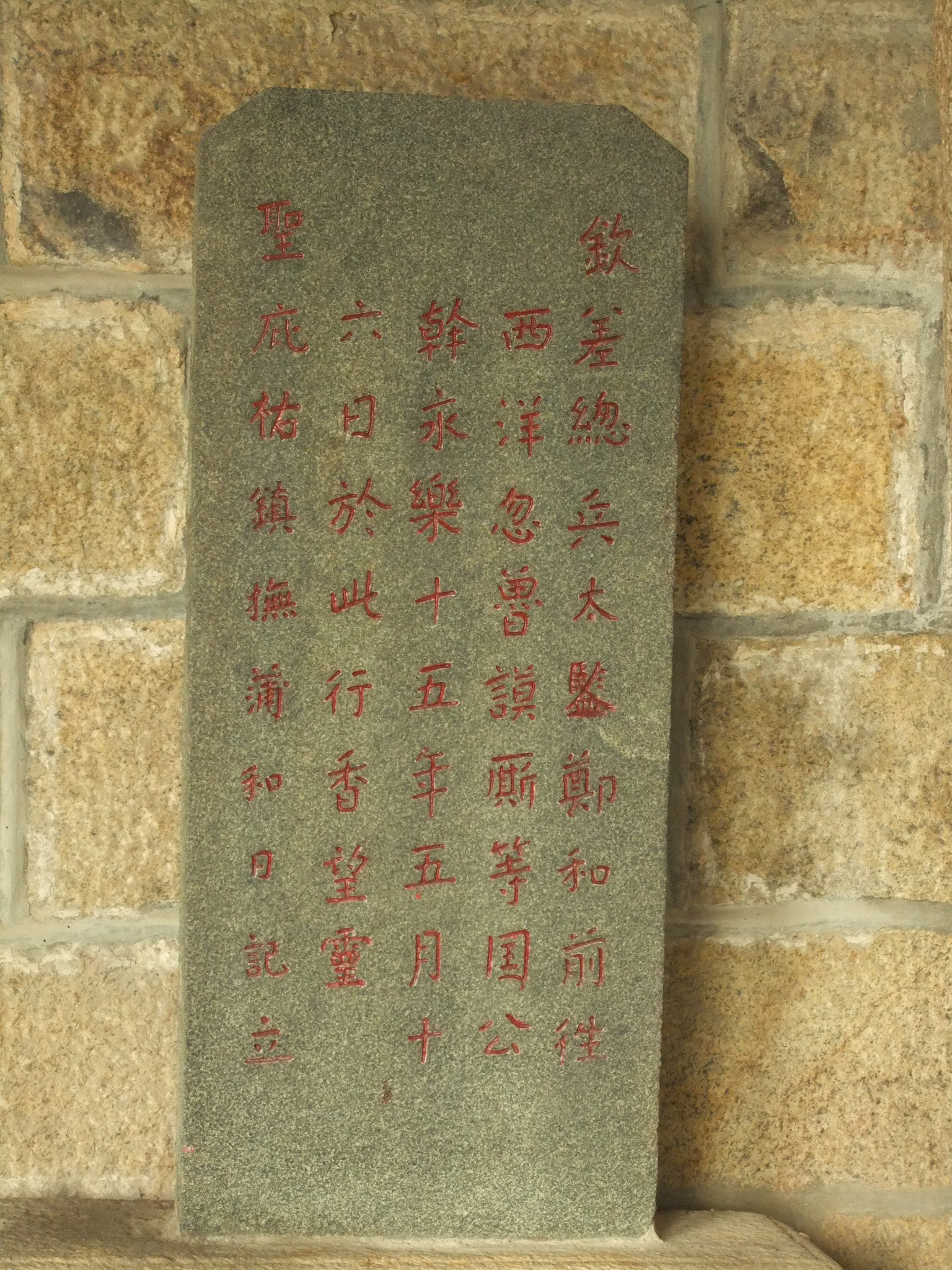
لوحة تذكارية عند قبر «الداعيان إلى الإسلام» نُصبت لذكرى زيارته مدينة الزيتون.

تشنغ خه ويسمى بالعربية حجّي محمود شمس الدين كان بحارا صينيا مسلما ولد عام 1371 م في أسرة مسلمة تدعى «ما» من قومية هوي بمقاطعة يونان في جنوب غرب الصين. تربى في بلاط الأمير تشو دي من أسرة مينغ، أمير منطقة يان (منطقة بكين حالياً).
قام برحلات عديدة زار فيها البلدان التي تقع على سواحل المحيط الهندي وجنوب آسيا وأفريقيا وصل إلى منطقة الخليج والبحر الأحمر ومكة المكرمة وكان ذلك في سبع رحلات بحرية استغرقت 28 عاماً حاملا معه بضائع كثيرة من المنسوجات الحريرية والمجوهرات والعقاقير الطبية الصينية.
واحتفلت الصين عام 2005 بمرور 600 سنة على أولى رحلاته الضخمة البحرية التي عبر بها المحيط، بعرض بعض الأثار ذات العلاقة وإصدار مجموعة من الطوابع بهذه المناسبة، معتبرة أياه (رسول المهمات الدبلوماسية) و (رجل السلام) الذي جاب المحيطات ولم يشعل حرباً ولم يقتل أحداً، وكان من أهم أقواله:
| تشنغ خه | في سبيل إقامة العلاقات الودية بين الصين وهذه الدول لا نعبأ حتى بالموت | تشنغ خه |

».

## تشنغ خه
تشينغ خه: اسمه بالعربية: حجي محمود شمس، ولد سنة 1371 وتوفي سنة 1433. كان بحارا ومستكشفا ودبلوماسيا وأمير أسطول صيني. قام بمجموعة من الرحلات البحرية والتي سميت باسم «تشنغ خه إلى المحيط الغربي». وكانت لعائلته وضع سياسي مميز خلال عصر أسرة يوان المغولية؛ حيث يعود نسبه إلى سيد أجل شمس الدين عمر حاكم مقاطعة يونان. وكان لديه أخ أكبر وأربعة أخوات. كان جده الأكبر يدعى بايان (Bayan) وربما كان يشغل منصبا في جيش المغول في يونان. كان جد تشنغ خه يحمل اللقب حاجي، في حين أن والده كان يحمل كلا من لقب المملوك، وكذلك لقب الحاج، مما يوحي بأنهم قاموا بالحج إلى مكة.

## حياته
ولد تشنغ خه سنة 1371 من جماعة هوي العرقية ومن المؤمنين بالإسلام في محافظة يونان المعاصرة، أحد آخر المالكين من المغول من سلالة يوان المنغولية من قبل أن تغزى من قبل سلالة مينغ. عمل كمستشار قريب للإمبراطور يونغلي الصيني (حكم من 1403 إلى 1424)، وهو الإمبراطور الثالث لسلالة مينغ. من أسلاف تشنغ خه الجنرال جينكيز خان.
في خريف عام 1381م، قام جيش مينغ بغزو مقاطعة يونان، وفي العام ذاته توفي ما حاجي (والد تشنغ خه) وذلك أثناء دفاعه ضد جيوش مينغ. وقع الغلام تشنغ خه في الأسر عام 783هـ/1381م، وتم ضمه إلى الخصيان في بلاط أسرة مينغ، تربى في بلاط تشو دي (الإمبراطور يونغله) والذي كان حينها أميرا لمنطقة يان (منطقة بكين حالياً).
تم إرسال تشنغ خه للعمل في منزل تشو دي أمير يان أنذاك والذي أصبح فيما بعد إمبراطور يونغله. كان تشو دي أكبر من تشنغ خه بأحد عشر عامًا. وقربه إليه، واكتسب تشنغ خه في النهاية ثقة تشو دي. منذ عام 1380م، كان الأمير يحكم بيبينغ (بكين لاحقًا)، والذي كان يقع بالقرب من الحدود الشمالية حيث كانت القبائل المغولية المعادية. قضى تشنغ خه حياته المبكرة كجندي على الحدود الشمالية، وشارك في كثير من الأحيان في حملات تشو دي العسكرية ضد المغول. وفي النهاية، اكتسب تشنغ خه ثقة الأمير.
تبعا لسيرته الذاتية في تاريخ المينغ، كان اسمه تشنغ خه الأصلي هو «ما سانباو» Ma Sanbao، ولقد أتى من طائفة سيمو التي تعتنق الإسلام. كان سليل الجيل السادس من السيد أجل شمس الدين عمر(حاكم مشهور ليونان قادم من محافظة بخارى -بأوزبكستان حاليا)، اسم عائلته «ما» أتى من الابن الخامس لشمس الدين واسمه منصور. سافر كلا من أبيه Mir Tekin وجد (Charameddin) إلى الحج في مكة، وساهمت رحلاتهما في تعليم الولد الصغير. في 1381، بعد سقوط سلالة يوان، بُعث جيش من المينغ لوقف الثأر المغولي في يونان. وأخذ الولد الصغير الوحيد ذو الإحدى عشر عاما الذي هو تشنغ خه أسيرا من قبل الجيش وخُصي، وهكذا أصبح مخصي. فلقد كانت العادة لدى الصينيين أن يخصوا بعض أسراهم ويجعلونهم يعملون في بلاطهم وقصورهم كخدم لهم ويطلق عليهم جماعة الخصيان، وبذلك أصبح تشنغ خه خادما في البلاط الإمبراطوري. ولقب تشنغ خه (الذي يعتبر لقبا ذا مقام رفيع) أعطي له من قبل الإمبراطور اليونغلي لخدمته العظيمة في تمرد يونغلي ضد الامبراطور جيانوين. درس في الكلية الإمبراطورية المركزية.
حصل تشنغ خه على تعليم مناسب أثناء تواجده في بيبينغ (Beiping) (بكين حاليا)، وهو ما لم يكن ليحصل عليه لو كان في مدينة نانجينغ العاصمة الأولى لأسرة مينغ، حيث لم يثق إمبراطور هونغوو في الخصيان ويعتقد أنه كان من الأفضل إبقائهم أميين. في هذه الأثناء، قام الإمبراطور هونغوو بتطهير وإبادة العديد من قادة مينغ الأصليين ومنح أبنائه المغتربين المزيد من السلطة العسكرية، لا سيما أولئك الموجودون في الشمال مثل أمير منطقة يان
خدم تشنغ خه في المناصب العليا، بعدما تم تعيينه مديرا عظيما؛ أسند إليه وظيفة كبير المبعوثين (正使) خلال رحلاته البحرية وذلك في العقود الثلاثة التالية. أجرى تشنغ خه سبعًا من هذه الرحلات نيابة عن الإمبراطور. في عام 1424م، سافر الأدميرال تشنغ خه إلى جزيرة سومطرة. في في 12 أغسطس 1424م  توفي الإمبراطور يونغله أثناء وجود تشنغ خه في سومطرة وخلفه ابنه الإمبراطور هونغتشي (Hongzhi).
بعد صعود ابن تشو دي، توقفت رحلات المحيط وعين تشنغ خه بدلاً من ذلك مدافعاً عن نانجينغ، عاصمة الإمبراطورية الجنوبية. وفي عام 1426م تولى الإمبراطور شواندا أمور الحكم في الإمبراطورية؛ وكان عصر هذا الإمبراطور هو العصر الذهبي للخصي تشنغ خه؛ ففي عام 1430م، قام الإمبراطور الجديد بتعيين تشنغ خه لقيادة بعثة سابعة وأخيرة إلى «المحيط الغربي» (المحيط الهندي).
سافر تشنغ خه إلى مكة، رغم أنه لم يقم بفريضة الحج. في بداية سنة 1980 رممت مقبرته على أسلوب إسلامي، رغم أن جثمانه قد تم دفنها في البحر. تستخدم جمهورية الصين الشعبية تشنغ خه كشعار لدمج الأقلية الإسلامية للأمة الصينية. ويعتبر هناك رمزا للتسامح الديني.
خلال عام 1431، قام تشنغ خه بتنصيب نصب تذكاري في أحد المعابد لإلهة طاوية صينية وتسمى تيان في قصر تيانفي Tian Fei في محافظة فوجيان، وهو وبحارته صلوا إليها من أجل سلامتهم في البحر. وقد سجل هذا النصب تبجيله لهذه الإلهة وتصديقه في قوتها الإلهية مع بعض التفاصيل القليلة عن رحلاته البحرية. وزُوار Jinghaisi في نانجينغ يُذكّروا بتبرعات ومساهمات جانغ خه لهذه المنطقة الغير مسلمة.

## نشأته

### نشأته الأولى في كنف أسرته
نشأ تشنغ خه في مدينة يونان البقعة التي أنجبت أعظم علماء الإسلام في الصين، كما انها المنطقة التي شهدت أكثر الأحداث الإسلامية فخراً في تاريخ الصين، وهي المنطقة التي تعتز بحاكمها، في فترة أسرة يوان المسلم ذي الأصول العربية السيد أجل شمس الدين عمر، والذي يعتبر تشينغ خه من احفاده، وقد كانت أسرته حاكمة للمنطقة، وكذلك تتمع بالمكانة المرموقة داخل الثقافة الإسلامية بالمنطقة، وبناءً على ذلك يمكننا أن نؤكد ان تشينغ خه قد تعلم الثقافة الصينية والعربية ومعارف الإسلام منذ طفولته وذلك بحكم الأولى في بيئة ثقافية وإسلامية صينية، فانعكست على شخصيته التي تعددت فيها الصفات الحميدة في مرحلة مبكرة مثل الكرم والتقى وغيرها من الصفات التي اتصفت بها اسرته.

### نشأته الثانية في القصر الإمبراطوري
وقصة ذلك انه في عام 1382م بعد سقوط سلالة يوان، بعث أول إمبراطور لمينغ الإمبراطور هونغوو بكتائب من جيشه لوقف الثورة المغولية في إقليم يونان، وعندما وصل هذا الجيش إلى هناك خاض معارك عديدة مع الخارجين عن السلطة وفي أثناء تلك المعارك وقع تشينغ خه أسيراً في يد قوات تشو يوان تشانغ أثناء حملته النهائية التي قضت على العصاة في يونان نهائياً، وأخذ الولد الصغير ذو الاتني عشر عاماً من قبل جيش أسرة مينغ، ومنذ ذلك الحين أصبح تشينغ خه في البلاط الإمبراطوري وبدء بذلك نشأته الثانية هناك.

## بعثاته
بين عام 1405 و1433، بعثت حكومة مينج بسبع رحلات بحرية، ولقد صممها إمبراطور اليونغلي لكي يثبت الوجود الصيني وليفرض سيطرة إمبراطورية على التجارة ولكي يثير إعجاب الشعوب في حوض المحيط الهندي. ويعتقد أيضا أنه أراد أن يوسع نظام الجزية (العطايا) التي كانت الطريقة التقليدية الصينية الإمبراطورية للتعرف على الشعوب الأجنبية.
عُين تشنغ خه قائدا أعلى على أسطول ضخم وقوة مسلحة التي قادت هذه البعثات، ولقد تضمنت الرحلة البحرية الأولى من أسطول مكون من 317 سفينة محملة ب 28000 قوة مسلحة. لقد تضمنت هذه السفن سفن ضخمة جدا سميت باسم «سفن الكنز» والتي تعتبر من أضخم السفن البحرية التي عرفها العالم. ويعتقد أن أساطيل تشينغ خه تضمنت العديد من الأجانب كمسلمون تاميل من جنوب الهند وجنوب شرق آسيا.
وكان أسطول تشنغ خه يتألف من 62 مركبا عملاقا، يقدر طول المركب الواحدب 400 قدم، وعرضه ب 170 قدما، وفيه 9 صوار، ومساحة سطحه الرئيسي50000 قدم مربع، حسب تقديرات خبراء الملاحة.
وكانت طواقم هذه السفن تضم حوالي 30 ألف بحار وجندي ومئات المسؤولين و180 طبيبا و 5 منجمين وعشرات من المهنيين كالدادين والنجارين والطهاة والخياطين فضلا عن حشود من المترجمين الذين يتقنون العديد من لغات العالم.
في الثلاث الرحلات البحرية الأولى، زار تشينغ خه جنوب شرق آسيا، الهند، وسيلون التي خه الآن سيريلانكا. الرحلة الرابعة اتجهت إلى الخليج العربي وشبه الجزيرة، والرحلات البحرية التي بعدها جازفت بالتوجه إلى أسفل الساحل الأفريقي الشرقي إلى ماليندي التي تعرف الآن باسم كينيا. ومن ساحل افريقيا الشرقي انطلق إلى ظفار بساحل عمان ثم انجه إلى عدن وزيلع، قام تشينغ خه خلال رحلاته بتوزيع الهدايا والعطايا الصينية المكونة من الحرير والخزف وبضائع وسلع أخرى. وفي المقابل حصل تشينغ خه على هدايا غير عادية من مستضيفيه ومنها الحمير الوحشية الأفريقية والزرافات والتي وضعت في حديقة الحيوانات الإمبراطورية لمينغ، فكان أول من جلب الزرافة من الصومال إلى الصين.

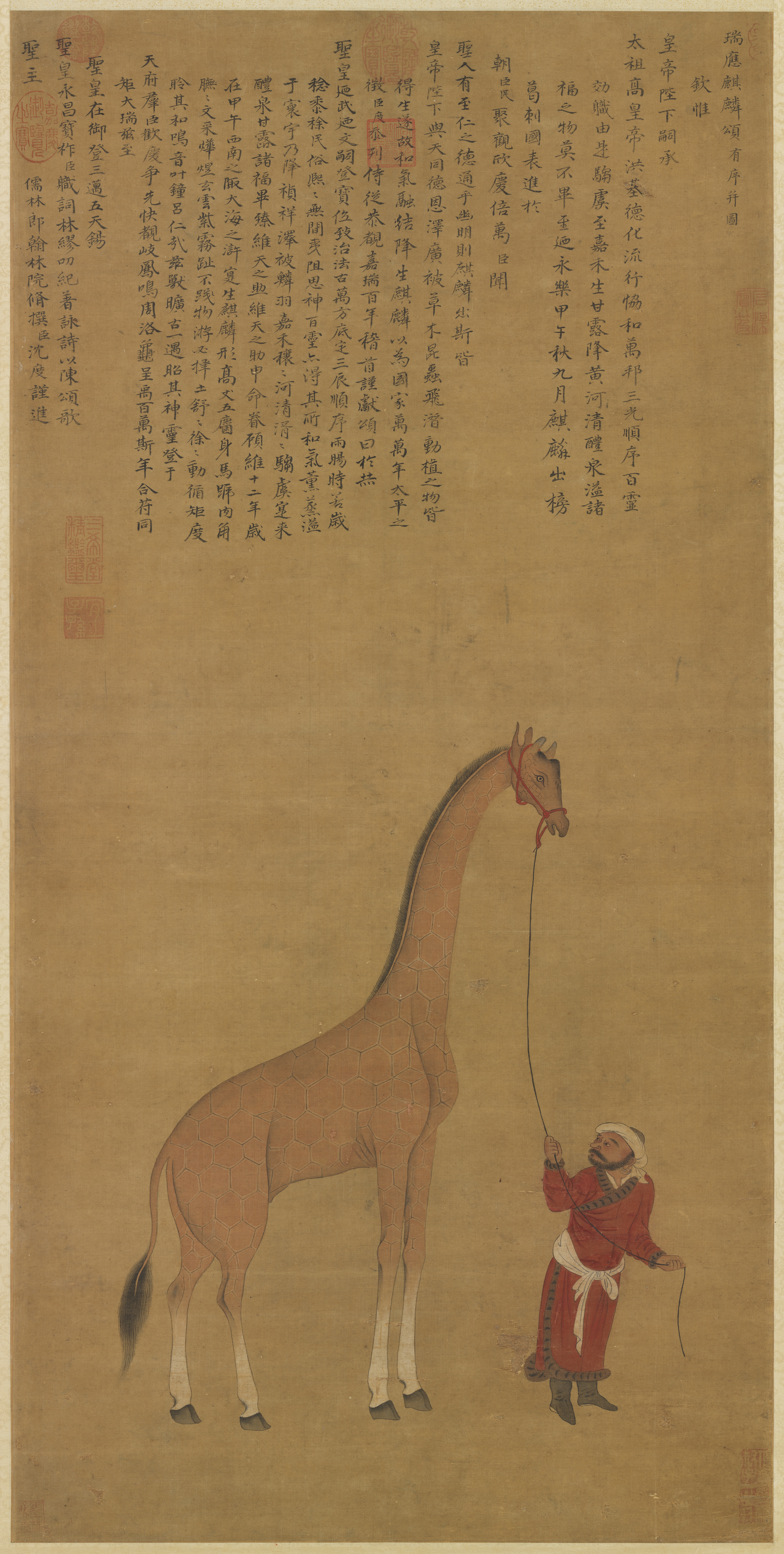
زرافة أحضرها تشنغ خه من الصومال إلى الصين

اتبع تشينغ خه في تحقيق أهدافه الطريقة الدبلوماسية، ولقد أخاف جيشه الضخم الكثير من أعدائه وجعلهم يستسلمون له، ولكن في أخبار معاصرة أخبرت أن تشينغ خه سار كالنمر ولم ينكمش عن استعمال القوة عندما اعتبرت ضرورية، فلقد قمع القراصنة الذين أفسدوا المياه الصينية والجنوب شرق آسيوية من دون رحمة، ولقد تدخل أيضا في حرب أهلية لكي يثبت سلطته في سيلون، ولقد صنع عروضا لقوته العسكرية عندما هدد مسؤولون محليون أسطوله في بلاد العرب وشرق أفريقيا. جلب تشينغ خه من رحلته البحرية الرابعة المبعوثين من 30 ولاية سافر إليها وأحضرهم إلى البلاط ليظهروا احترامهم لمينغ.
في سنة 1424 توفي الإمبراطور اليونغلي، ووريثه الإمبراطور الهونجزي الذي حكم من 1424 إلى 1425 قرر بكبح هذه الرحلات في البلاط. ولقد قام تشينغ خه بآخر رحلة له تحت قيادة الإمبراطور زوندا الذي حكم من 1426 إلى 1435، لكن بعد ذلك انتهت سفن الكنز. توفي تشينغ خه خلال رحلة سفن الكنز الأخيرة. رغم أن لديه قبرا في الصين (وهو فارغ) لكنه في الحقيقة كأي قائد بحري عظيم دفن في البحر، فلقد توفي في أثناء الإبحار.
تشينغ خه في رحلته السابعة، قام بنقل بنجاح عدد من مسلمين الصين إلى ملقا وسومطرة وسورابيا في إندونيسيا وأماكن أخرى. وأصبحت ملقا مركزا تعليميا إسلاميا وأيضا مركزا تجاريا إسلاميا ضخما للمناطق الجنوبية. في الرحلة السابعة زار تشنغ خه المنطقة العربية وبعث نائبه هونغ باو بهدايا إلى حكام مكة وذلك في عصر الإمبراطور جياجينغ.
يشير الكثير من الباحثين إلى أن أساطيله الهائلة جابت أرجاء العالم، بما في ذلك الوصول إلى سواحل أميركا الشمالية قبل مايزيد على 600 عام.
أظهرت رحلات تشينغ خه قدرات تنظيمية هائلة وقوة تكنولوجية، ولكنها لم تؤد إلى تجارة هامة، لأن تشينغ خه كان قائد أسطول ومسئول حكومي وليس تاجرا. استمر التجار الصينيون بالتجارة في اليابان وجنوب شرق آسيا ولكن المسئولين الإمبراطوريين تخلوا عن أي خطة لاستمرار بقاء الوجود الصيني في المحيط الهندي ولقد دمروا أيضا أكثر المخططات الملاحية الذي قام تشينغ خه بإعدادها بكل دقة. بقيت سفن الكنز الضخمة متوقفة على الموانئ الصينية حتى تهالكت، ونسي الحرفيون الصينيون تقنية بناية مثل هذه السفن الضخمة.

## الرحلات البحرية
| الرحلة         | الفترة      | المناطق التي مر بها |
| -------------- | ----------- | --- |
| الرحلة الأولى  | 1405-1407 م | شامبا (فيتنام حاليا) – جافا (جاوة حاليا) – باليمبانج (في إندونيسيا) – مالقا (في ماليزيا) – آرو (في إندونيسيا) – سومطرة (في أندونيسيا) – لامبري – سيلون (سيريلنكا حاليا) – كولام (في الهند) – كوتشين (في الهند) – كلاكوت (في الهند)                                                                    |
| الرحلة الثانية | 1407-1408 م | شامبا – جافا – سيام (تايلاند حاليا) – سومطرة – لامبري – كلاكوت – كوتشين – سيلون |
| الرحلة الثالثة | 1409-1411 م | شامبا – جافا – مالقا – سومطرة – سيلون – كويلون (كولام حاليا - في الهند) – كوتشين – كلاكوت – سيام – لامبري – كايا – كويمباتور (في الهند) – باتمبور |
| الرحلة الرابعة | 1413-1415 م | شامبا – جافا – باليمبانج – مالقا – سومطرة – سيلون – كوتشين – كلاكوت – كيال – فهغ (في ماليزيا) – كلنتن (في ماليزيا) – آرو – لامبري – هرمز (جنوب إيران وتواجه سلطنة عمان) – جزر المالديف – مقديشو (في الصومال) – مايليندي (في الشاطئ الشرقي لساحل أفريقيا) – عدن (في اليمن) – مسقط (عمان) – ظفار (عمان) |
| الرحلة الخامسة | 1416-1419 م | شامبا – باهانغ – جافا – مالقا – سومطرة – لامبرا – سيلون – شارواين – كوتشين – كلاكوت – هرمز – جزر المالديف – مقديشو – براوا (في أفريقيا) – مايليندي – عدن |
| الرحلة السادسة | 1421-1422 م | هرمز – شرق أفريقيا – الدول التي في شبه الجزيرة العربية |
| الرحلة السابعة | 1430-1433 م | شامبا – جافا – باليمبانج – مالقا – سومطرة – سيلون – كلاكوت – هرمز... المجموع الكلي لها 17 منطقة |

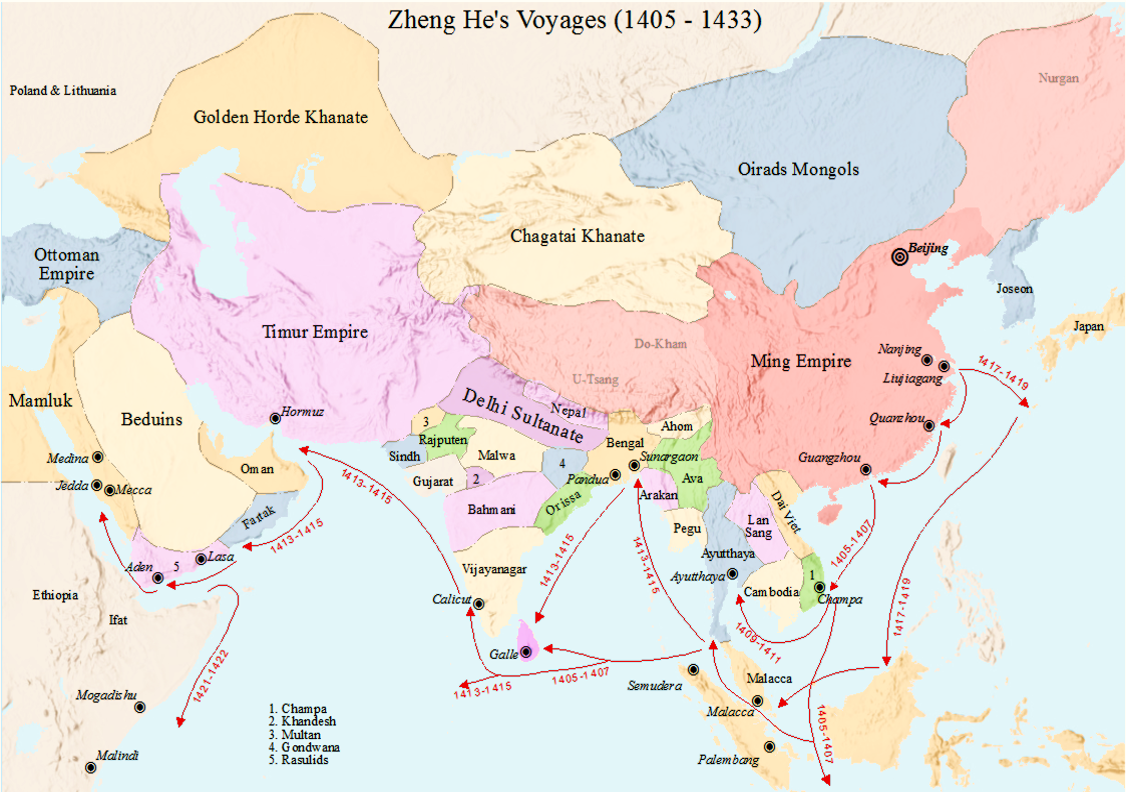
خريطة رحلات تشينغ خه

قاد تشنغ خه 7 حملات لما يسميه الصينيون المحيط الغربي (المحيط الهندي). ولقد أحضر معه الكثير من الهدايا والمبعوثين من أكثر من ثلاثين مملكة، متضمنا ملك سيلون الذي حضر إلى الصين لكي يعتذر للإمبراطور.
السجلات للرحلتين البحريتين لتشنغ خه والتي تعتقد أنها الأبعد دمرت عن طريق إمبراطور المينغ وليس من الواضح أين أبحر تشنغ خه في هاتين الرحلتين. وجهة النظرة التقليدية أنه توجه إلى فارس. والآن النظرة المقبولة بشكل واسع أن رحلاته البحرية اتجهت إلى أقصى قناة موزمبيق والذي دل على ذلك هو اكتشاف مصنوعات صينية أثرية موجودة هناك. وجهة النظر الأخيرة والتي قدمت من قبل «جافين مينزيز» (مؤلف إنجليزي لكتاب: العام الذي اكتشفت فيه الصين العالم «كُتب عام 2002») قال أن تشنغ خه قام بالترحال في كل جزء من أجزاء العالم، لكن كل سلطة عملية تعمل في هذا الحقل رفضوا هذه النظرية وقالوا أنها بلا إثبات.
هناك تخمينات وتوقعات أن بعض سفن تشنغ خه قد سافرت ما أبعد «رأس الرجاء الصالح». وبالتحديد، وصف الراهب الفينيسي ورسام الخرائط فرا مايرو Fra Mauro في خريطته رحلة سفينة جنك (أكبر السفن الصينية آنذاك) ضخمة من الهند «2000 ميل» إلى المحيط الأطلسي سنة 1420.
و لقد كتب تشنغ خه بنفسه عن رحلاته:
«لقد سافرنا أكثر من مئة ألف لي (و هو ما يعادل خمسين ألف كيلو متر) من مساحات البحر الهائلة وشهدنا في المحيط أمواج عظيمة كالجبال ترتفع إلى السماء، ولقد وقعت أنظارنا على مناطق بربرية بعيدة مخبئة تحت أبخرةٌٌ زرقاء خفيفة وشفافة، بينما كانت أشرعتنا تُنشر مثل الغيوم ليلا ونهارا مواصلة سيرها بسرعة كسرعة النجوم مخترقة تلك الأمواج الوحشية وكأننا كنا نمشي على طريق عام...».
- مأخوذة من لوحة مكتوبة عن طريق تشنغ خه، في Changle، فوجيان، 1432.
وفاته
لا يعرف تاريخ وفاة تشنغ خه على وجه التحديد؛ إلا أنه من المؤكد أنه مات بين عامي 1433-1435م. تم بناء قبر لتشنغ خه في نانجينغ. وكان القبر الأصلي عبارة عن قبر على شكل حدوة حصان، ثم تم إعادة بناء القبر عام 1985م بالأساليب المعمارية الإسلامية.

## إرث
أُهملت رحلات تشنغ لفترة طويلة في السجلات الصينية الرسمية، لكنها اكتسبت شهرة واسعة في الصين وخارجها منذ نشر كتاب "سيرة الملاح العظيم لوطننا، تشنغ خه"، للكاتب ليانغ تشيتشاو، عام 1904.

### الصين الإمبراطورية
في العقود التي تلت الرحلة الأخيرة، قلّل المسؤولون الإمبراطوريون من أهمية تشنغ خه وبعثاته عبر العديد من السجلات التاريخية الملكية والأسرية التي جمعوها. كانت المعلومات الواردة في السجلات الرسمية لإمبراطوري يونغلي وشواندي ناقصة، بل ومخطئة، كما أغفلتها منشورات رسمية أخرى تمامًا. ورغم أن البعض اعتبر ذلك مؤامرةً تهدف إلى طمس ذكريات الرحلات، فمن المرجح أن السجلات كانت متناثرة في عدة أقسام، وأن البعثات، غير المصرح بها من قِبل مؤسس الأسرة الحاكمة، بل والمخالفة لأوامره، شكلت نوعًا من الإحراج للأسرة.

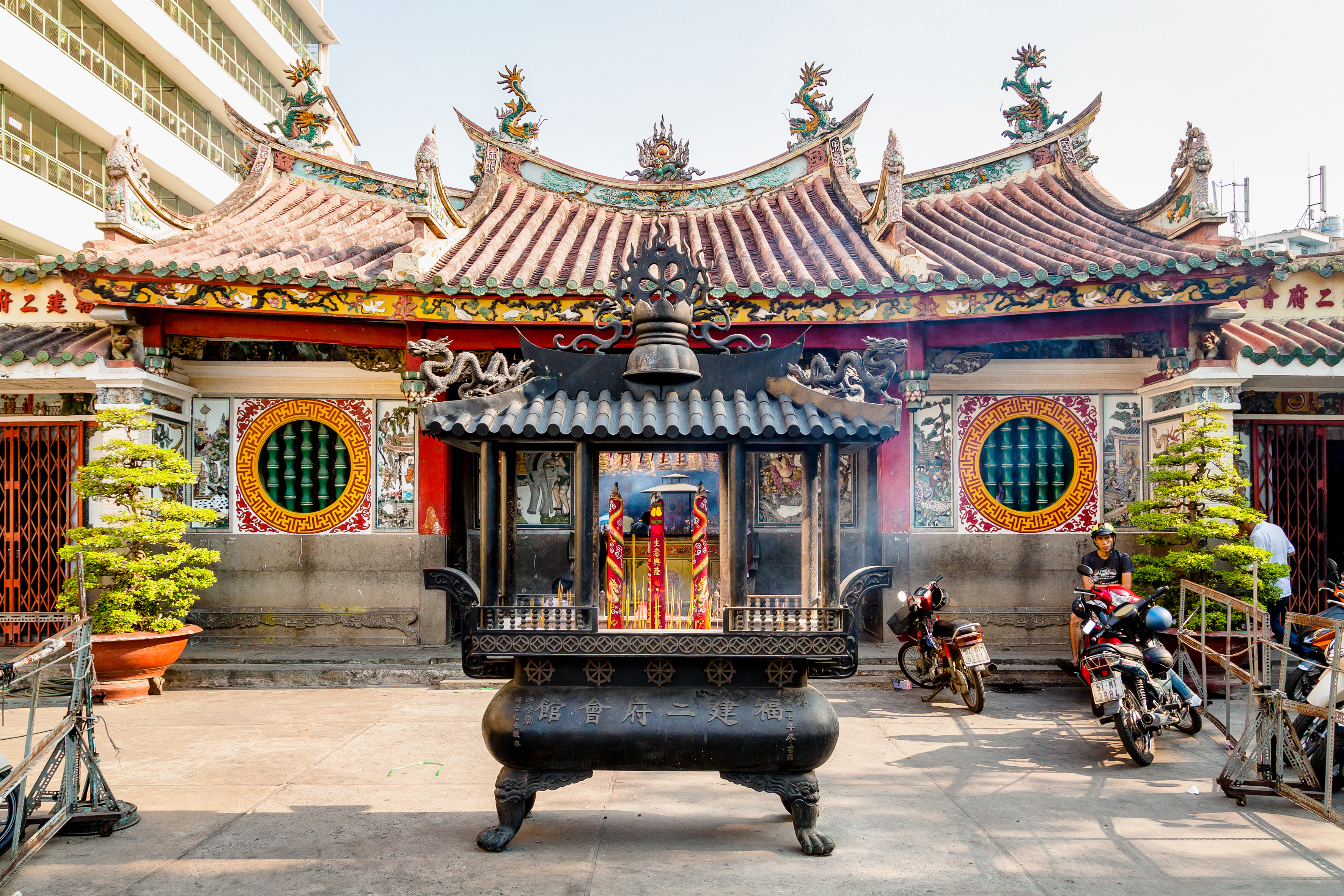
معبد أونج بون، الذي بُني لتكريم تشنغ خه، أو بون داو كونغ في مدينة هو تشي منه، فيتنام

تراجعت الجهود البحرية التي ترعاها الدولة في عهد أسرة مينغ بشكل كبير بعد رحلات تشنغ. وابتداءً من أوائل القرن الخامس عشر، واجهت الصين ضغطًا متزايدًا من مغول يوان الناجين من الشمال. أدى نقل العاصمة إلى بكين في الشمال إلى تفاقم هذا التهديد بشكل كبير. وبتكلفة باهظة، شنت الصين حملات عسكرية سنوية من بكين لإضعاف المغول. تنافست النفقات اللازمة للحملات البرية بشكل مباشر مع الأموال اللازمة لمواصلة الحملات البحرية. علاوة على ذلك، في عام 1449، نصب سلاح الفرسان المغولي كمينًا لحملة برية قادها الإمبراطور تشنغتونغ شخصيًا في قلعة تومو، على بُعد أقل من يوم سيرًا على الأقدام من أسوار العاصمة. أباد المغول الجيش الصيني وأسروا الإمبراطور. كان للمعركة أثران بارزان. أولًا، أظهرت التهديد الواضح الذي يشكله البدو الشماليون. ثانيًا، تسبب المغول في أزمة سياسية في الصين عندما أطلقوا سراح الإمبراطور بعد أن تولى أخوه غير الشقيق الحكم وأعلن عن عهد جينغتاى الجديد. لم يعد الاستقرار السياسي إلا في عام 1457 وعودة الإمبراطور السابق. عند عودته إلى السلطة، تخلت الصين عن استراتيجية الحملات البرية السنوية، وشرعت بدلاً من ذلك في توسعة هائلة ومكلفة لسور الصين العظيم. في تلك البيئة، كان تمويل البعثات البحرية غائبًا تمامًا.
ومع ذلك، استمرت البعثات من جنوب شرق آسيا في الوصول لعقود. وحسب الظروف المحلية، كان من الممكن أن تصل إلى وتيرة عالية، مما دفع البلاط إلى تقييدها. ويسجل تاريخ مينغ أن المراسيم الإمبراطورية منعت جاوة وشامبا وسيام من إرسال مبعوثيها أكثر من مرة كل ثلاث سنوات.

### جنوب شرق آسيا

#### التبجيل
أصبح تشنغ خه بين الجالية الصينية في جنوب شرق آسيا شخصيةً مُبجَّلة شعبيًا. حتى إن بعض أفراد طاقمه الذين تصادف وجودهم في أحد الموانئ فعلوا ذلك أيضًا، مثل معبد "بونتاوكونغ" في سولو. معابد الطائفة، التي سُميت باسمه، تشنغ هون أو سام بو، تُميّز الصينيين المغتربين باستثناء معبد واحد في هونغجيان بناه في الأصل فلبيني صيني عائد في عهد أسرة مينغ، وأعاد بناؤه فلبيني صيني آخر بعد تدمير المعبد الأصلي خلال الثورة الثقافية.

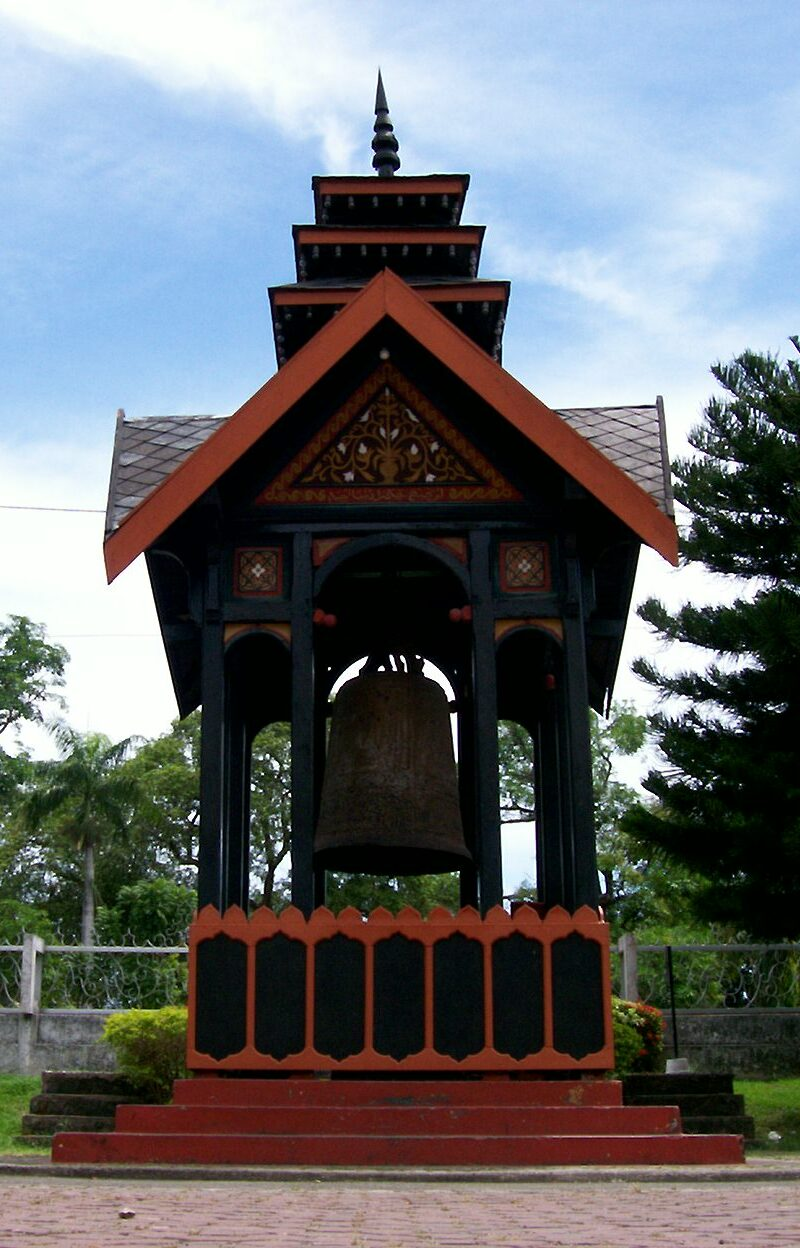
جرس تشاكرا دونيا، هدية من تشنغ خه إلى باساي، محفوظ الآن في متحف آتشيه في باندا آتشيه.

### ملقا
أقدم وأهم معبد صيني في ملقا هو معبد تشنغ هون تنغ، الذي يعود تاريخه إلى القرن السابع عشر، والمُخصص للإلهة غوانيين. خلال فترة الاستعمار الهولندي، عُيّن رئيس معبد تشنغ هون رئيسًا على السكان الصينيين في الملقا.
بعد وصول تشنغ خه، زار سلطان ملقا وسلطانته الصين على رأس أكثر من 540 من رعاياهما، مُقدّمين جزية وفيرة. أرسل السلطان منصور شاه (حكم من 1459 إلى 1477) لاحقًا تون بيرباتيه بوتيه مبعوثًا له إلى الصين، حاملًا رسالة من السلطان إلى إمبراطور مينغ. طلب فيها الزواج من ابنة أحد أبناء الإمبراطورية. تُسجّل حوليات الملايو أنه في عام 1459، أُرسلت أميرة تُدعى هانغ لي بو أو هانغ ليو من الصين للزواج من السلطان. جاءت برفقة 500 شاب رفيع المستوى وبضع مئات من الخادمات كحاشيتها. استقروا في نهاية المطاف في بوكيت سينا. ويُعتقد أن عددًا كبيرًا منهم تزوج من السكان المحليين، مما أدى إلى نشوء سلالة تُعرف الآن باسم البيراناكان. ونظرًا لهذا النسب المزعوم، لا يزال البيراناكان يستخدمون ألقابًا تكريمية خاصة: بابا للرجال ونيونيا للنساء.

### إندونيسيا
أنشأت الجالية الإندونيسية الصينية معابد مُخصصة لتشنغ خه في جاكرتا، وسيريبون، وسورابايا، وسيمارانج. وفي عام 1961، أشاد الزعيم الإسلامي الإندونيسي والعالم حمكا بتشنغ خه لدوره المهم في نشر الإسلام في إندونيسيا. وتُنسب صحيفة بروناي تايمز إليه بناء مجتمعات مسلمة صينية في باليمبانج وعلى طول سواحل جاوة، وشبه جزيرة الملايو، والفلبين. ويُزعم أن هؤلاء المسلمين كانوا يتبعون المذهب الحنفي في اللغة الصينية.

### في الكتابات الغربية
في خمسينيات القرن العشرين، روّج مؤرخون مثل جون فيربانك وجوزيف نيدهام لفكرة أن الصين، بعد رحلات تشنغ خه، ابتعدت عن البحار بسبب مرسوم هايجين، وانعزلت عن التقدم التكنولوجي الأوروبي. ويشير المؤرخون المعاصرون إلى أن التجارة البحرية الصينية لم تتوقف تمامًا بعد تشنغ خه، وأن السفن الصينية استمرت في المشاركة في تجارة جنوب شرق آسيا حتى القرن التاسع عشر، وأن التجارة الصينية النشطة مع الهند وشرق إفريقيا استمرت لفترة طويلة بعد عهد تشنغ. علاوة على ذلك، يجادل مؤرخون تنقيحيون مثل جاك غولدستون بأن رحلات تشنغ خه انتهت لأسباب عملية لم تعكس المستوى التكنولوجي للصين. على الرغم من أن سلالة مينغ حظرت الشحن بموجب مرسوم هايجين، إلا أنها كانت سياسة الإمبراطور هونغ وو التي سبقت تشنغ خه بوقت طويل، وقد رُفع الحظر، الذي تجاهله الإمبراطور يونغلي بوضوح، بالكامل في النهاية. ومع ذلك، أجبر الحظر المفروض على الشحن البحري أعدادًا لا تُحصى من الناس على التهريب والقرصنة. أدى إهمال البحرية الإمبراطورية وأحواض بناء السفن في نانجينغ بعد رحلات تشنغ خه إلى جعل الساحل عرضة بشدة لهجمات "ووكو" اليابانية خلال القرن السادس عشر.
علق ريتشارد فون غلان، أستاذ التاريخ الصيني بجامعة كاليفورنيا، لوس أنجلوس، بأن معظم الدراسات التي تناولت تشنغ خه تُقدمه بشكل خاطئ، وتقدم حججًا مُخالفة للواقع، و"تُبرز فرصة الصين الضائعة" بالتركيز على الإخفاقات بدلًا من الإنجازات. في المقابل، يؤكد غلان أن "تشنغ خه أعاد تشكيل آسيا" لأن التاريخ البحري في القرن الخامس عشر كان في جوهره قصة تشنغ خه وآثار رحلاته.

### التأثير الثقافي
على الرغم من الإهمال الرسمي، استحوذت مغامرات رحلات تشنغ خه وأسطول على خيال بعض الكتاب، حيث كتب البعض روايات عن رحلاته، مثل رواية "رومانسية الخصي ذي الجواهر الثلاث" عام 1597، ومؤخرا رواية "أسطول الشمس" للكتاب القطري علي بن غانم الهاجري
في رحلاته، بنى تشنغ خه المساجد، ويبدو أنه لم يجد وقتًا للحج إلى مكة، لكنه أرسل بحارة إلى هناك في رحلته الأخيرة. لعب دورًا مهمًا في تطوير العلاقات بين الصين والدول الإسلامية.